# Chlorophytum baturense
Espèce
Chlorophytum baturense K. Krause est une espèce de plantes de la famille des Liliaceae et du genre Chlorophytum. Elle est endémique du Cameroun.

## Étymologie
Son épithète spécifique baturense fait référence à Batouri, une localité dans l'Est du Cameroun.